# كارولين ماميلوند
كارولين ماميلوند (بالنرويجية: Karoline Næss Mamelund‏) مواليد 24 يوليو 1987، هي لاعبة كرة يد نرويجية تلعب كظهير أيسر. مثلت منتخب النرويج لكرة اليد للسيدات. حققت المركز الثاني في بطولة أوروبا لكرة اليد للسيدات 2012.

## سجل المنافسة
شاركت في البطولات التالية:
- بطولة أوروبا لكرة اليد للسيدات 2012

## الميداليات
| الميدالية | المسابقة                            |
| --------- | ----------------------------------- |
| فضية      | بطولة أوروبا لكرة اليد للسيدات 2012 |

## روابط خارجية
- كارولين ماميلوند على موقع IMDb (الإنجليزية)
- كارولين ماميلوند على موقع الاتحاد الأوروبي لكرة اليد (الإنجليزية)
- كارولين ماميلوند على موقع الاتحاد النرويجي لكرة اليد (النرويجية)
- كارولين ماميلوند على موقع أوليمبيديا (الإنجليزية)